# Lithothamnion volcanum
Lithothamnion volcanum E.Y. Dawson, 1960  é o nome botânico  de uma espécie de algas vermelhas  pluricelulares do gênero Lithothamnion, subfamília Melobesioideae.
- São algas marinhas encontradas na Califórnia (EUA) e Baixa Califórnia (México).

## Sinonímia
- Não apresenta sinônimos.